# Акрохордит
Акрохорди́т — минерал, основный водный арсенат марганца и магния.

## Общее описание
Сингония моноклинная. Встречается в сферических и сосцевидных агрегатах, образованных срастанием мелких кристаллов. Плотность 3,20. Твёрдость 4,5. Цвет красно-бурый с жёлтым оттенком. Встречается в месторождении марганца Лонгбан (Швеция) вместе с баритом и пирохроитом.